# Kütahya (tỉnh)
Kütahya là một tỉnh của Thổ Nhĩ Kỳ. Diện tích là 11.889 km² và dân số là 684.082 (ước năm 2006). Năm 1990, Kütahya có dân số là 578.020 ngưởi.

## Các quận, huyện
Kütahya được chia thành 13 đơn vị cấp huyện (tỉnh lỵ bôi đậm):
- Altıntaş
- Aslanapa
- Çavdarhisar
- Domaniç
- Dumlupınar
- Emet
- Gediz
- Hisarcık
- Kütahya
- Pazarlar
- Şaphane
- Simav
- Tavşanlı

## Các địa điểm nổi bật
- Các khu giải trí rừng
  - Çamlıca
  - Murat Dağı
  - Hisarlıktepe
  - Ebem Çamlığı
  - Gölcük Yaylası
  - Suối Nafia
- Các suối nước nóng
  - Harlek
  - Yoncalı
  - Mt. Murad
  - Eynal
- Thành phố cổ Aizanoi
- Lâu đài Kütahya
- Nhà thờ Hồi giáo Kütahya
- Quần thể nhà thờ Hồi giáo
  - Yakup II Bey
  - İshak Fakih
  - Molla Bey
- Nhà thờ Hồi giáo
  - Balıklı
  - Kurşunlu
  - Dönenler
  - Arslan Bey (Meydan)
  - Hisarbeyoğlu Mustafa (Saray)
  - Takvacılar
  - Karagöz Ahmed Pasha
  - Lala Hüseyin Pasha
  - Ali (Alo) Pasha
  - Küçükhamam
  - Lala Hüseyin Pasha
- Kütahya Museum
- Tượng đài Dumlupınar